# 그녀가 죽었다
《그녀가 죽었다》는 2024년 개봉한 대한민국의 미스터리, 스릴러 영화이다. 이 영화는 습관적으로 고객의 집에 몰래 들어가고 사기성 소셜 미디어 인플루언서에게 집착하는 부동산 중개인을 따라간다. 2024년 5월 15일에 극장 개봉되었다.

## 줄거리
부동산 중개인 구정태는 고객들이 맡긴 열쇠를 이용해 몰래 그들의 집에 들어가 사생활을 엿보는 습관이 있다. 그는 소셜 미디어에서 가짜 채식주의자 행세를 하는 인플루언서 한소라에게 관심을 갖게 되고 그녀를 관찰하기 시작한다. 그러던 어느 날, 정태는 소라의 집을 방문했다가 소파에 죽어 있는 그녀를 발견한다. 이후, 누군가 소라의 집에 들어간 사실을 알고 있는 듯 정태를 협박하기 시작하고 설상가상으로 강력계 형사 오영주는 정태를 유력한 용의자로 지목하며 수사를 진행한다. 궁지에 몰린 정태는 진범을 찾기 위해 소라의 SNS를 통해 그녀 주변 사람들을 파헤치기 시작한다.

## 캐스팅

### 주연
- 변요한: 구정태 역 - 본작의 메인 남주인공. 한빛부동산 실장. 남의 삶을 훔쳐보는 취미를 가진 공인중개사.
- 신혜선: 한소라 역 - 본작의 메인 여주인공이자 메인 악녀. 그리고 만악의 근원이자 최종 보스. 남의 관심을 훔쳐사는 SNS 인플루언서.
- 이엘: 오영주 역 - 본작의 서브 여주인공이자 사실상 진 여주인공. 서울도봉경찰서 형사2팀 형사.

### 조연
- 윤병희: 이종학 역 - 본작의 페이크 최종 보스. 한소라의 팬.
- 박예니: 호루기 역
- 지현준: 장 형사 역
- 장성범: 성열 역
- 심달기: 지희 역
- 박이현: 조혜란 역
- 조유진 : 김양 역
- 윤슬 : 한소영 역
- 송경화 : 소라 모 역
- 김도윤 : 소라 남동생 역
- 이세랑: 방혜숙 역
- 한소하 : 여경 역
- 전정일 : 중년남성 2 역
- 김한상 : 납골당 기술자 역

### 특별 출연
- 박명훈: 형사팀장 역
- 김광식 : 소라 부 역
- 유지연 : 콩이 엄마 역

## 수상 목록
- 2024년 제33회 부일영화상 올해의 스타상 (신혜선)
- 2024년 제11회 서울국제영화대상 남우주연상 (변요한)